# Woogwiesen
Koordinaten: 49° 18′ 20″ N, 8° 21′ 52″ O

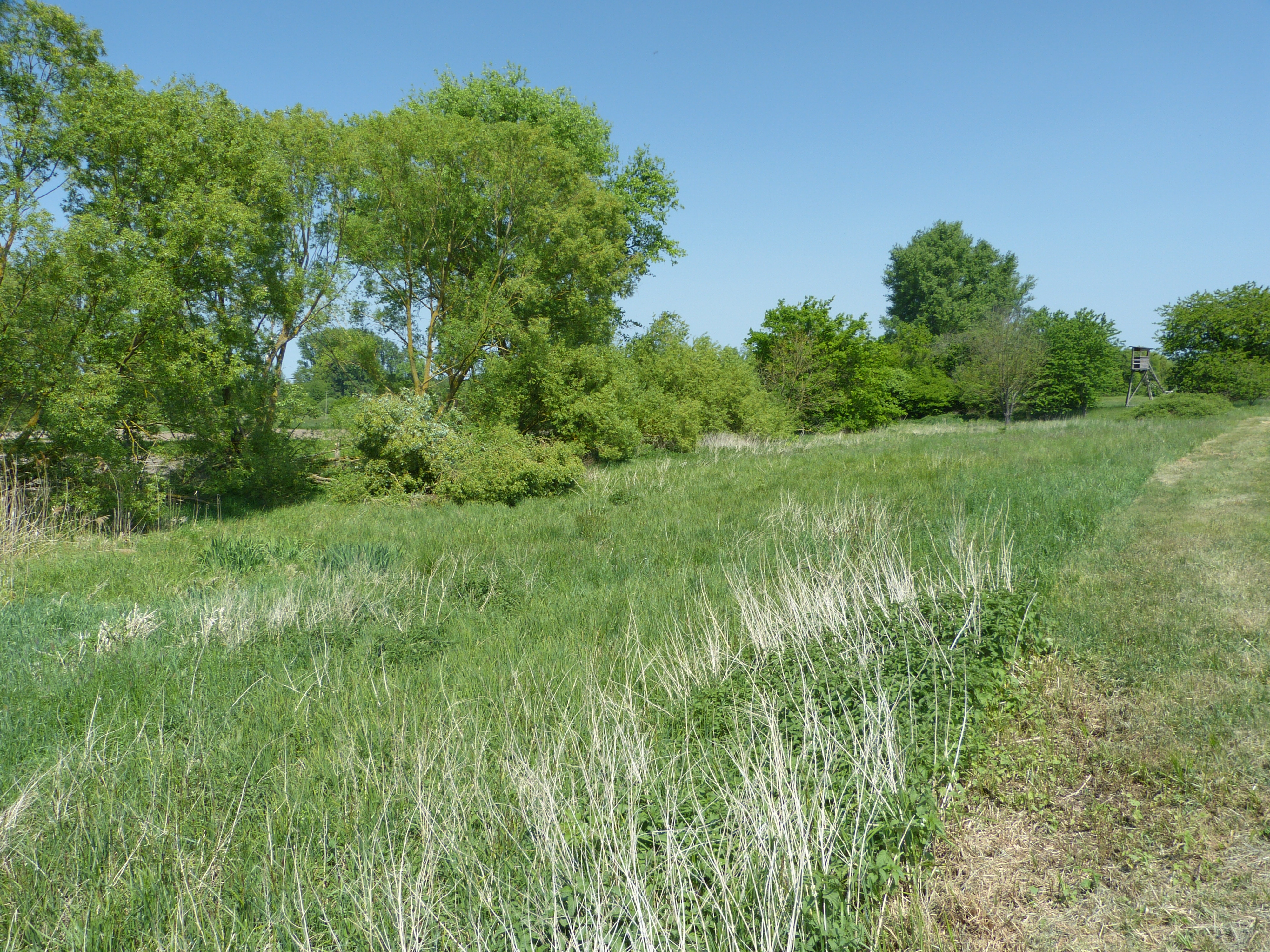
Naturschutzgebiet Woogwiesen (Mai 2018)

Das Naturschutzgebiet Woogwiesen liegt im Rhein-Pfalz-Kreis in Rheinland-Pfalz. Das etwa 13 ha große Gebiet, das im Jahr 1985 unter Naturschutz gestellt wurde, erstreckt sich entlang des Hainbaches zwischen der Ortsgemeinde Dudenhofen im Nordosten und der Ortsgemeinde Harthausen im Südwesten. Unweit nördlich fließt der Speyerbach, unweit südlich verläuft die Landesstraße L 537.
Schutzzweck ist die Erhaltung des Gebietes als Lebens- und Teillebensraum seltener, in ihrem Bestand bedrohter Tierarten, wobei dem ornithologischen Aspekt (Trittsteinfunktion auf der Vogelzugstrecke Jena – Provence) besondere Bedeutung zukommt, sowie seine Erhaltung als Standort seltener Pflanzenarten und Pflanzengesellschaften.